# Santa Bárbara (Goya)

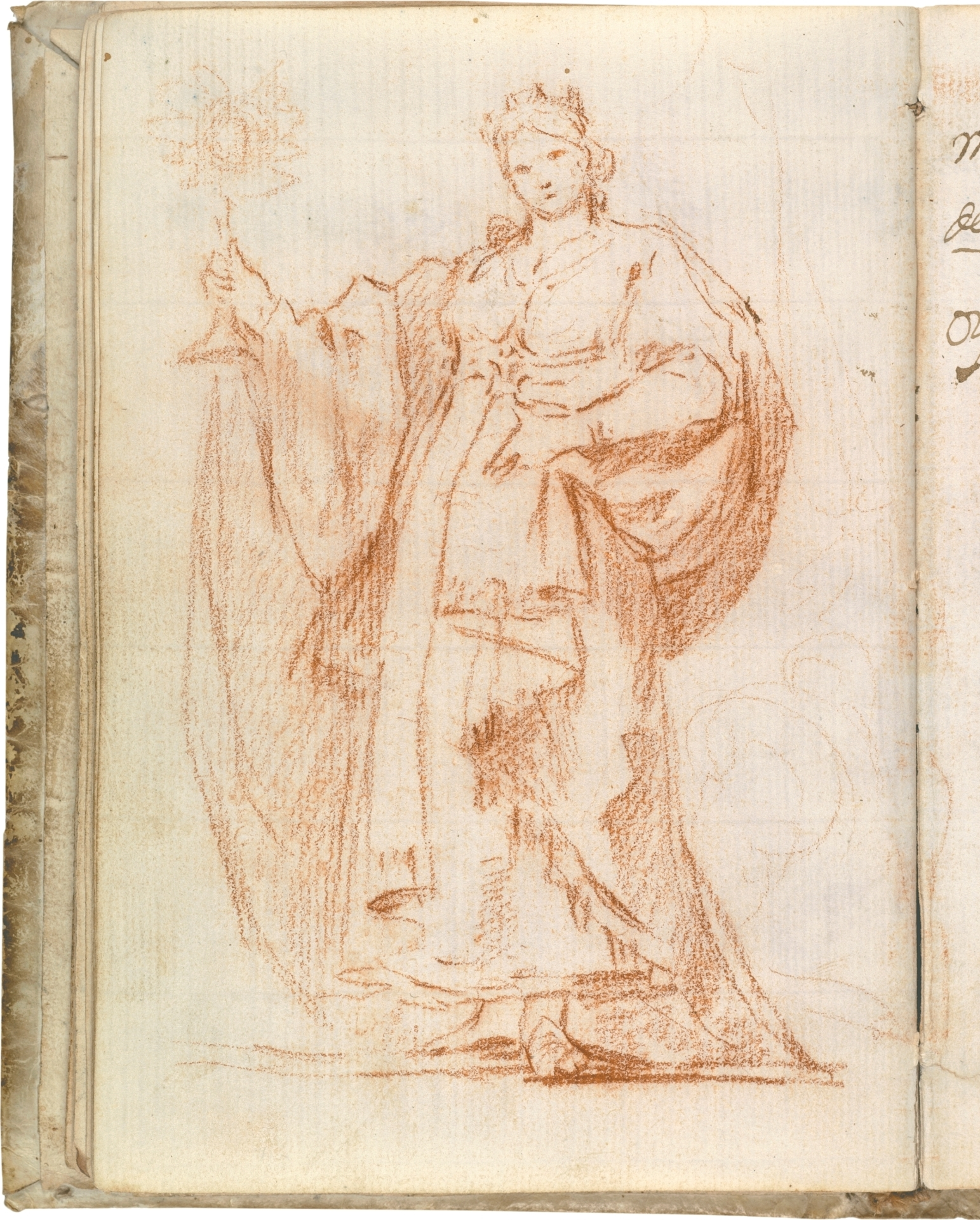
Estudio preparatorio contenido en el Cuaderno italiano. Gabinete de Dibujos, Estampas y Fotografías del Museo del Prado, legado Villaescusa.

Santa Bárbara es un óleo de temática religiosa pintado por Francisco de Goya hacia 1772  durante su etapa juvenil en Zaragoza después de su viaje a Italia. Es el cuadro de fecha más temprana del artista en el Museo del Prado. 
La santa es una mártir cristiana del siglo III muy venerada en España y principalmente en Aragón. Este cuadro se realizó poco después de la llegada de Goya de su viaje a Italia, donde se inspiró en el arte grecorromano para emprender esta obra. Algunos detalles de la cabeza y del cuerpo fueron preparados por dibujos del Cuaderno italiano.
Goya representa a la santa como una bellísima mujer de elevada posición social, como lo delatan sus ropas. En la mano derecha porta la Santa Custodia y en la izquierda la palma de su martirio. Al fondo aparece la torre de su cautividad y un rayo. A la izquierda el Ejército Real, del que la santa era patrona. Goya recorre el cuerpo de la santa creando un interesante ritmo acentuado por un gran foco de luz.